# Hôpital São Francisco
L'Hôpital São Francisco est une unité du complexe hospitalier de la Santa Casa de Misericórdia de Porto Alegre. C'est un centre de référence du Sud du Brésil dans les domaines de la cardiologie d'intervention et de la chirurgie coronaire, mais aussi dans celui de la pédiatrie